# Милпитас
Милпитас (англ. Milpitas) — город в округе Санта-Клара, штат Калифорния, США.
Город расположен к северу от Сан-Хосе и к югу от Фримонта. С севера город граничит с округом Аламида.
В 2014 году журнал «Money» поместил Милпитас на 29 место в списке 50 мест для лучшей жизни в США.

## Население
По данным переписи 2010 года население Милпитаса составляло 66 790 человек (из них 51,1 % мужчин и 48,9 % женщин), в городе было 19 184 домашних хозяйства и 15 615 семей. Расовый состав: белые — 20,5 %, афроамериканцы — 2,9 %, коренные американцы — 0,5 %, азиаты — 62,2 % и представители двух и более рас — 4,6 %. 16,8 % населения — латиноамериканцы.
Из 19 184 домашних хозяйств 63,8 % представляли собой совместно проживающие супружеские пары (33,1 % с детьми младше 18 лет), в 11,9 % домохозяйств женщины проживали без мужей, в 5,8 % домохозяйств мужчины проживали без жён, 18,6 % не имели семьи. В среднем домашнее хозяйство ведут 3,34 человека, а средний размер семьи — 3,61 человека.
Население города по возрастному диапазону по данным переписи 2010 года распределилось следующим образом: 22,9 % — жители младше 18 лет, 3,8 % — между 18 и 21 годами, 63,8 % — от 21 до 65 лет и 9,5 % — в возрасте 65 лет и старше. Средний возраст населения — 36,1 лет. На каждые 100 женщин в Милпитасе приходилось 104,5 мужчин, при этом на 100 совершеннолетних женщин приходилось 104,6 мужчин сопоставимого возраста.
Динамика численности населения:
|  |

## Экономика
Милпитас занимает первое место в США по проценту жителей занятых в сфере компьютерной и электронной промышленности.
В городе расположены штаб-квартиры компаний Magnum Semiconductor, SanDisk (электроника и карты памяти), Array Networks (сетевое оборудование), Fairchild Imaging (фотосенсоры), FireEye (системы безопасности), Adaptec (контроллеры для накопителей), KLA Corporation (оборудование для полупроводниковой промышленности).
С 1987 по 1994 год здесь работала компания Tengen, с 1984 по 2003 год здесь работала компания Atari Games (см. в статье Atari), с 1982 по 2006 год здесь работала компания Maxtor.
Крупнейшие работодатели города: Cisco Systems, KLA Corporation, SanDisk, Linear Technology, Flextronics, FireEye, Inc., Headway Technologies, Spectra Laboratories, Kaiser Permanente.
В 2014 году из 55 965 трудоспособных жителей старше 16 лет имели работу 36 483 человек. При этом мужчины имели медианный доход в 67 368 долларов США в год против 53 050 долларов среднегодового дохода у женщин. В 2014 году медианный доход на семью оценивался в 102 005 долларов, на домашнее хозяйство — в 99 072 долларов. Доход на душу населения — 34 237 долларов. 5,6 % от всего числа семей в Милпитасе и 7,5 % от всей численности населения находилось на момент переписи за чертой бедности.